# 黒崎みのり
黒崎 みのり（くろさき みのり、5月14日 - ）は、日本の漫画家。福岡県出身。

## 略歴
- 2005年 - りぼん漫画スクール2005 9月号において、準りぼん賞を受賞。デビュー作として『恋するお子様サイズ』が『りぼん』2005年夏休みびっくり大増刊号に掲載された[1]。
- 2022年 - 『初×婚』が9月現在累計135万部を突破した[2]。
- 2023年 - 『初×婚』が第68回小学館漫画賞児童向け部門を受賞した[3]。

## 作品リスト
すべて集英社のりぼんマスコットコミックスで刊行されている。
- シュガーズ☆[4]（2007年1月15日発売[5]、『りぼん』2006年9月号 - 2007年1月号、ISBN 978-4-08-856723-5、全1巻、初連載作）
  - BSTスペシャル（描きおろし）
- まんなかの王子（2007年12月14日発売[6]、ISBN 978-4-08-856790-7）
  - まんなかの王子（『りぼん』2007年10月号別冊まんが『LOVE COMI』）
  - わが城のあまのじゃく（『りぼん』2007年春の超びっくり大増刊号）
  - ジップジップ☆ビューン!（『りぼん』2006年6月号）
  - お気持ちはどっち!（『りぼんオリジナル』2005年12月号）
  - 恋するお子様サイズ（『りぼん』2005年夏休みびっくり大増刊号、デビュー作）
  - 特別企画“今年のX'マスはどうするの”After the STORY（描きおろし）
- 恋愛1年生[7]（2009年3月13日発売[8]、『りぼん』2008年1月号 - 2008年3月号、ISBN 978-4-08-856875-1、全1巻）
  - ウィーアー（『りぼんスペシャル』2008年夏休み大増刊号）
  - ハリー（『りぼんスペシャル』2008年秋の大増刊号）
  - おまけまんが 恋愛2年生（描きおろし）
- ポケメン![9]（2011年1月14日発売[10]、『りぼん』2010年9月号[11] - 2011年1月号[12]、ISBN 978-4-08-867095-9、全1巻）
  - 予告まんが ポケメン! エピソード：ドーナツ（『りぼんスペシャルレモン』2010年夏の大増刊号）
- バディゴ![13][14]（『りぼん』2014年10月号[15] - 2018年5月号[16]、全12巻）
  1. 2015年2月13日発売[17]、ISBN 978-4-08-867357-8
  2. 2015年6月25日発売[18]、ISBN 978-4-08-867375-2
    - バディゴ!番外編
    - バディゴ!アイドル選手権!巻末スペシャル

  3. 2015年10月23日発売[19]、ISBN 978-4-08-867391-2
    - バディゴ!番外編

  4. 2016年3月25日発売[20]、ISBN 978-4-08-867406-3
    - バディゴ!番外編
    - スペシャルコンテンツ人気投票結果発表

  5. 2016年6月24日発売[21]、ISBN 978-4-08-867420-9
    - バディゴ!番外編〜アメリカ〜
    - バディゴ!番外編〜初デート〜

  6. 2016年9月23日発売[22][23]、ISBN 978-4-08-867430-8
  7. 2016年12月22日発売[24]、ISBN 978-4-08-867440-7
  8. 2017年3月24日発売[25]、ISBN 978-4-08-867453-7
    - バディゴ!番外編

  9. 2017年7月25日発売[26]、ISBN 978-4-08-867469-8
    - バディゴ!番外編

  10. 2017年11月24日発売[27]、ISBN 978-4-08-867479-7
    - バディゴ!番外編

  11. 2018年3月23日発売[28]、ISBN 978-4-08-867495-7
    - バディゴ!番外編

  12. 2018年6月25日発売[29]、ISBN 978-4-08-867507-7
    - バディゴ!番外編
- 初×婚（ういこん）（『りぼん』2019年6月号[30] - 2025年3月号[31]、全17巻）

### その他
- 今日まで生きたあなたへ[32][33]（2021年7月7日発売）
- 『スカイピース』通常盤CDシングルのブックレットに、イラストと『初×婚』番外編を寄稿した。その後『初×婚』の番外編は『初×婚』11巻に収載された。

### 単行本未収録作品
- Jr.ズ（『りぼんスペシャル』2009年冬休み大増刊号）
- 男子さま女子さま（『りぼんスペシャルハート』2009年夏の大増刊号、『りぼんスペシャルダイヤ』2009年夏の大増刊号）
- サン★ビカ!![34]（原作：園田小波、『りぼんファンタジー』2009年大増刊号）
- ダーリン（『りぼんスペシャル』2010年春の大増刊号）
- だから好きなんだってば（『りぼんスペシャル』2011年冬の大増刊号）
- 恋に落ちたエース!（『りぼんスペシャル』2012年冬の大増刊号）
- HKT48物語[35][36]（『りぼん』2014年9月号）

## 関連人物
- 槙ようこ[37] - アシスタント経験先。